# دانشگاه صنعتی بیالیستوک
'''دانشگاه فناوری بیالیستوک ((به لهستانی: Politechnika Białostocka)) بزرگ‌ترین دانشگاه فنی در شمال شرقی لهستان است. شروع دانشگاه صنعتی بیالیستوک به سال ۱۹۴۹ بازمی‌گردد، زمانی که کالج خصوصی مهندسی شبانگاهی فدراسیون انجمن‌های مهندسی لهستان FSNT-NOT در بیالیستوک تأسیس شد.'